# Pterothrissus gissu
Cá gissu Nhật Bản, Pterothrissus gissu, là một loài cá của họ Albulidae. Cá gissu Nhật Bản phân bố tại nước sâu ngoài Nhật Bản.